# Acropyga smithii
Acropyga smithii är en myrart som beskrevs av Auguste-Henri Forel 1893. Acropyga smithii ingår i släktet Acropyga och familjen myror. Inga underarter finns listade i Catalogue of Life.

## Bildgalleri

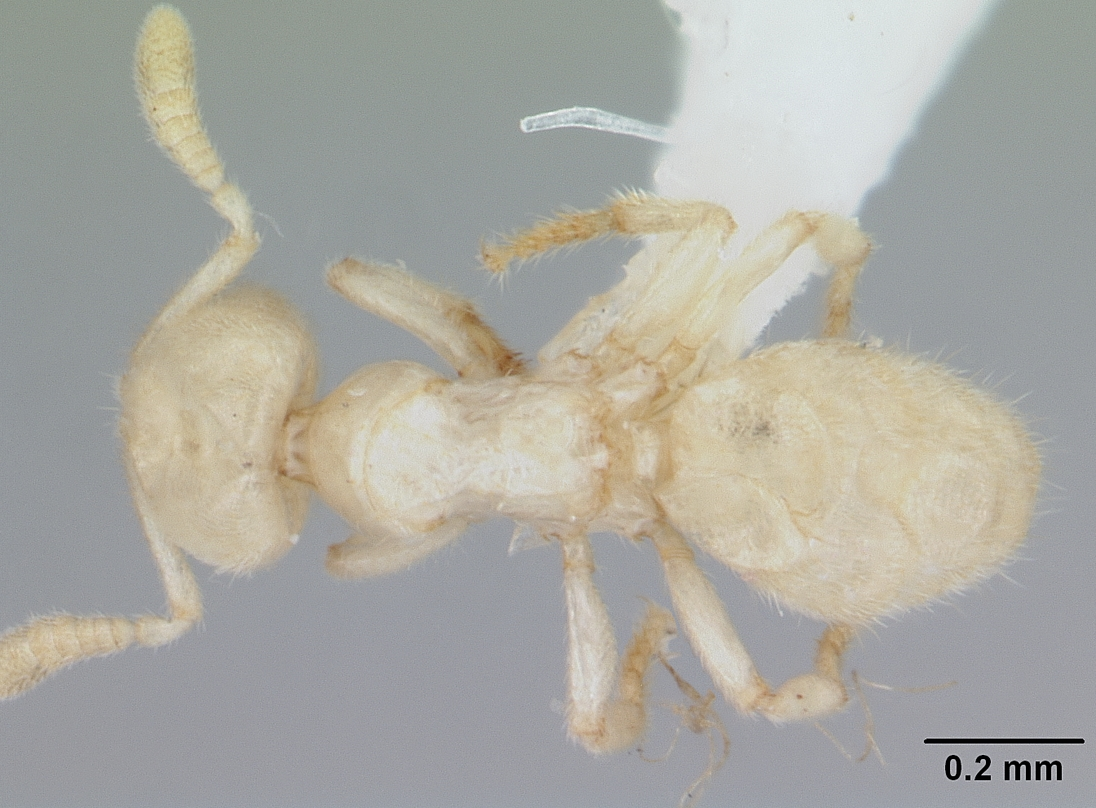
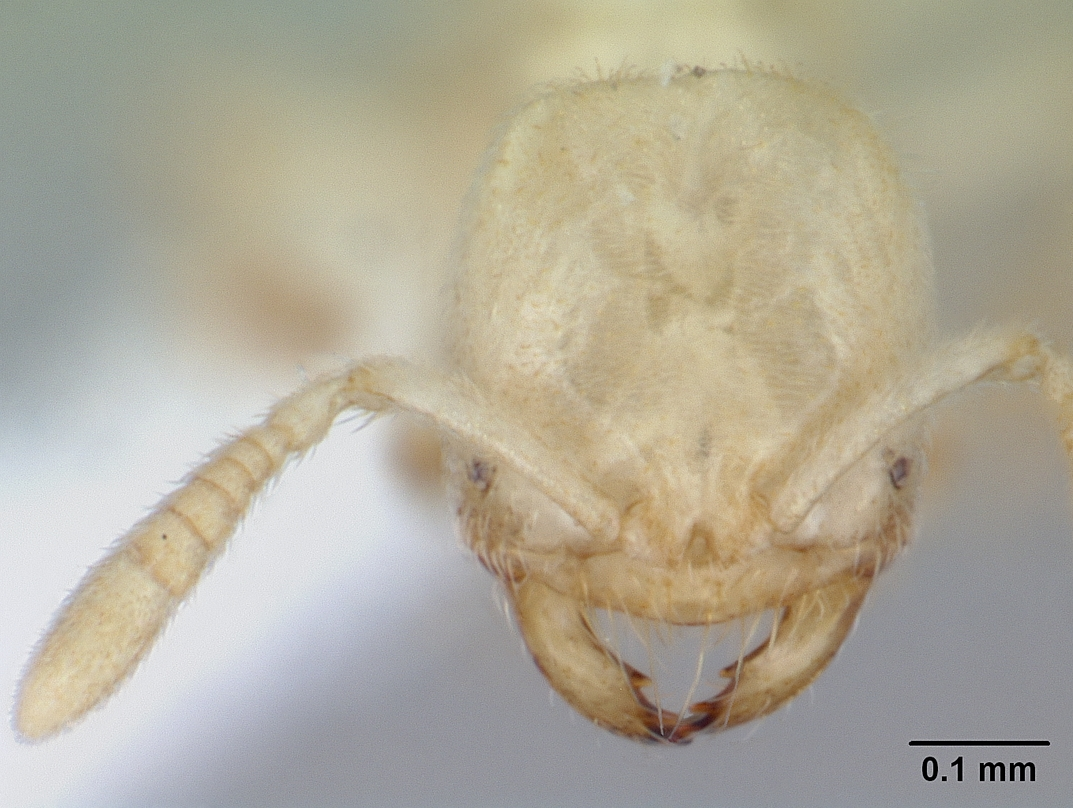
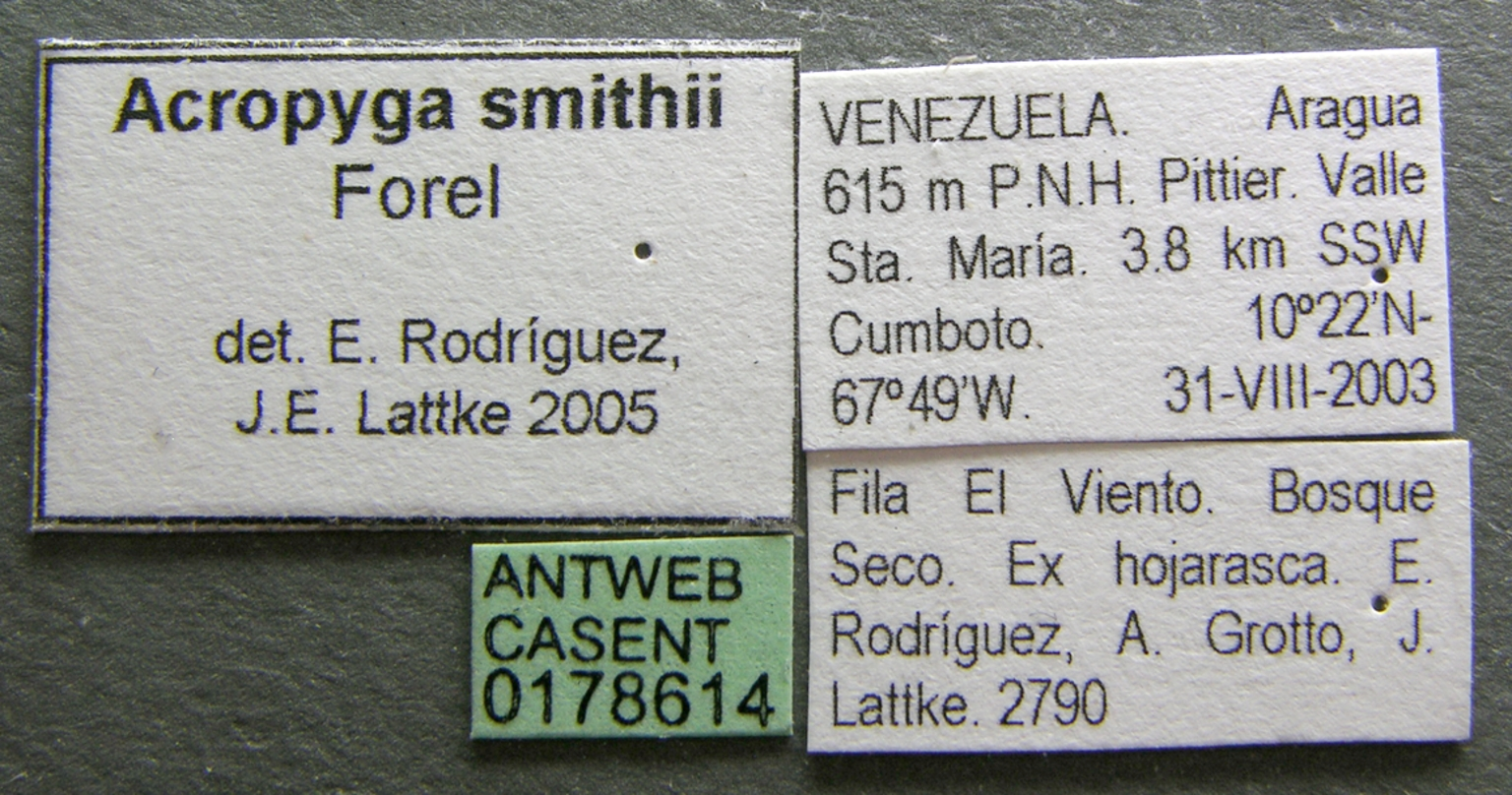
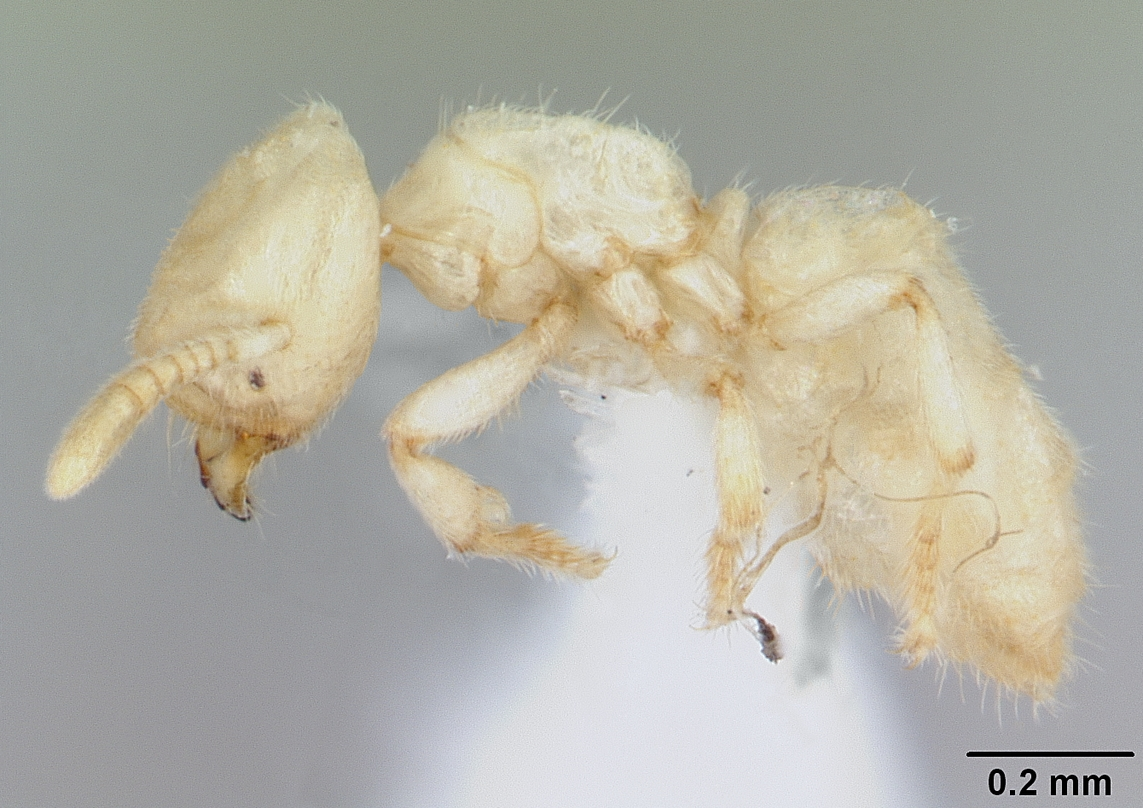